# أرتيتشو
بلدية أرتيتشو (بالإسبانية: Arteixo)‏، هي إحدى بلديات مقاطعة لا كرونيا إحدى مقاطعات إسبانيا، والتي تقع في منطقة جليقية شمال غرب إسبانيا.
يبلغ عدد سكانها 23.560 نسمة وفقاً لإحصائية سنة (2002).

## أعلام
- أرسينيو إغليسياس
- أليكس لومبارديرو
- مانويل مورجيا